# Loránd Eötvös
Pour les articles homonymes, voir Eötvös.
Dans le nom hongrois Eötvös Loránd, le nom de famille précède le prénom, mais cet article utilise l’ordre habituel en français Loránd Eötvös, où le prénom précède le nom.
Loránd Eötvös, baron de Vásárosnamény (vásárosnaményi báró Eötvös Loránd, [ˈvaːʃaːɾoʃnɒmeːɲi ˈbaːɾoː ˈøtvøʃ ˈloɾaːnd]), ou sous sa forme internationalisée Roland Eötvös[réf. nécessaire], né le 27 juillet 1848 à Buda et mort le 8 avril 1919 à Budapest, est un physicien hongrois. Il est le fils de l'écrivain et homme politique József Eötvös.

## Biographie
De nos jours, on connait Eötvös surtout pour son travail expérimental sur la gravitation et en particulier son étude du principe d'équivalence faible - qui postule l'équivalence entre la masse inertielle avec la masse pesante - et son étude du gradient du champ gravitationnel sur la surface terrestre.
Le principe d'équivalence faible joue un rôle primordial dans la théorie de la relativité générale et l'expérience d'Eotvos a été citée par Albert Einstein dans son article daté de 1916 intitulé The foundation of the General Theory of Relativity (Les fondements de la théorie générale de la relativité).
Les mesures concernant le gradient gravitationnel terrestre trouvent des applications importantes en géophysique comme pour la prospection pétrolière. L'unité CGS de gradient gravitationnel a d'ailleurs été baptisée eotvos en son honneur.
Le nombre d'Eötvös est utilisé en dynamique des fluides pour caractériser la forme des bulles ou gouttes se déplaçant dans un fluide.
De 1886 à sa mort, Loránd Eötvös a effectué ses recherches et délivré ses enseignements à l'Université de Budapest qui en 1950 a été rebaptisée en son honneur Université Loránd Eötvös.
En 1901, il participa au comité qui créa la délégation pour l'adoption d'une langue auxiliaire internationale.

## Honneurs
- Il a reçu le titre de docteur honoris causa de l'université Jagellonne de Cracovie en 1900[1].
- Un minéral a été nommé en son honneur : la lorandite.
- L'astéroïde (12301) Eötvös est également nommé en son honneur.